# Moïse Brou Apanga
Moïse Brou Apanga (Abidjan, 4 de fevereiro de 1982 – Libreville, 26 de abril de 2017) foi um futebolista marfinense  naturalizado gabonês que atuava como zagueiro.

## Carreira
Apanga fez parte do elenco da Seleção Gabonense de Futebol na Campeonato Africano das Nações de 2012.
Apanga morreu em 26 de abril de 2017, durante um treinamento em seu clube, o FC 105 Libreville, vítima de um infarto.